# 로그 눈금

0부터 100까지를 로그 눈금으로 수직선 위에 표시한 모습.

로그 눈금(Logarithmic scale), 대수 눈금 혹은 로그 스케일(Log scale)이란 매우 광범위한 범위의 수치 데이터를 로그를 이용하여 간결하게 표시하는 눈금의 일종이다. 데이터의 범위가 가장 작은 범위에서 가장 큰 범위의 차이가 수백에서 더러는 수천 배가 넘는 차이가 날 때 사용한다.
로그 눈금은 비선형적인 척도이다. 예를 들어, 숫자 10과 20, 60과 70은 같은 10의 차이가 나지만 로그 눈금에서는 같은 길이 간격이 아니다. 반대로 10과 100, 60과 600의 길이 간격은 서로 같다. 따라서 같은 길이 간격으로 움직이러면 원래 수에서 10, 혹은 다른 고정계수만큼 곱해야 간격이 유지된다.
로그 눈금을 이용하는 대표적인 예시는 지수적 성장을 보이는 곡선을 그릴 때이다. 일반적인 선형 눈금으로 지수성장곡선을 그리면 너무 빠르게 값이 커져 그래프의 y축이 금방 벗어나 버린다. 다른 예시로는 데이터의 자릿수가 일정한 속도로 증가하는 경우이다. 예를 들어 숫자 10, 100, 1000, 10000의 경우에는 자릿수가 2, 3, 4, 5로 매번 1씩 증가하는 형태이며 로그 눈금에서는 각 데이터 사이의 간격이 동일하다. 이 방법으로 두 자리를 더하면 로그 눈금에서 측정한 수에 100을 곱하면 된다.

## 사용 예시
아래 사진의 계산자는 양 쪽이 로그 눈금으로 되어 있으며, 두 눈금 사이의 숫자를 더하거나 빼면 눈금에 그려진 숫자를 곱하거나 나눌 수 있다.

로그 눈금이 그려진 계산자.

아래는 로그 눈금을 사용하는 대표적인 예시들이다. 아래 예시의 로그 눈금을 이용한 단위들은 척도가 커질수록 그 값도 같이 커진다.
- 지진 규모를 나타내는 데 쓰이는 릭터 규모와 모멘트 규모
- 데시벨과 같은 소리 크기의 단위
- 전압비나 전류비에 사용되는 단위인 네퍼
- 센트, 반음, 옥타브와 같이 음악에서의 주파수 레벨 단위
- 로그 연대표
- 열역학에서의 엔트로피
- 정보이론에서의 정보

아래의 예시는 로그 눈금을 사용하는데 로그 척도가 커질수록 값이 낮아지는, 즉 고정계수가 음수인 단위이다.
- 화학에서의 수소 이온 농도 지수(pH)
- 항성의 겉보기등급 및 절대등급
- 특정 물질의 흡광도

인체의 감각들 중 일부도 베버-페히너의 법칙에 따라 로그 눈금 단위로 반응한다. 대표적으로 청각과 같은 경우 주파수나 그 크기의 차이는 로그 단위 차이로 인식하며, 고립된 부족의 어린이를 대상으로 한 연구에서는 로그 눈금을 자연스러운 크기 차이로 인식한다고 보기도 한다.

## 그래프 표현

선형, 반대수, 로그-로그로 각 함수를 그린 그래프의 모습. 빨강은 y=10^{x}, 초록은 y=x, 파랑은 y=ln(x)를 그린 그래프이다.

그래프를 그릴 때 로그 눈금을 사용하여 그리기도 한다. 멱법칙이나 지수함수 법칙이 적용되는 함수의 경우 로그 눈금으로 데이터를 그리는 것이 유용할 수 있다.

## 대수 단위
대수 단위, 혹은 로그 단위(Logarithmic units)는 로그 눈금을 사용하는 물리적, 수학적 단위를 의미한다. 즉 단위 척도가 로그 함수를 이용한 단위로 척도가 1씩 올라가면 통상 데이터 값이 10배와 같이 n배로 증가하는 형태를 띤다.

## 같이 보기
- 측정 범위
- 로그 평균
- 크기 정도